# Буйратау (національний парк)
Державний національний природний парк «Буйратау» (каз. «Бұйратау» мемлекеттік ұлттық табиғи паркі) — національний парк Казахстану. Національний парк створено 11 березня 2011 року; до його складу увійшли природний парк «Буйратау» (ПОПТ місцевого значення), Білодимівський та Єрейментауський державні зоологічні заказники та територія, зарезервована раніше під Єрейментауський державний заповідник. Розташований у Єрейментауському районі Акмолінській (північна частина — 60 814 га) та Осакарівському районі Карагандинської областей (південна частина — 28 154 га).
Парк створений з метою збереження унікальних степових екосистем підзонального типу сухих степів, а також реліктових чорно-вільхових лісів та березових кілків, що перебувають на південному кордоні ареалу.

## Флора

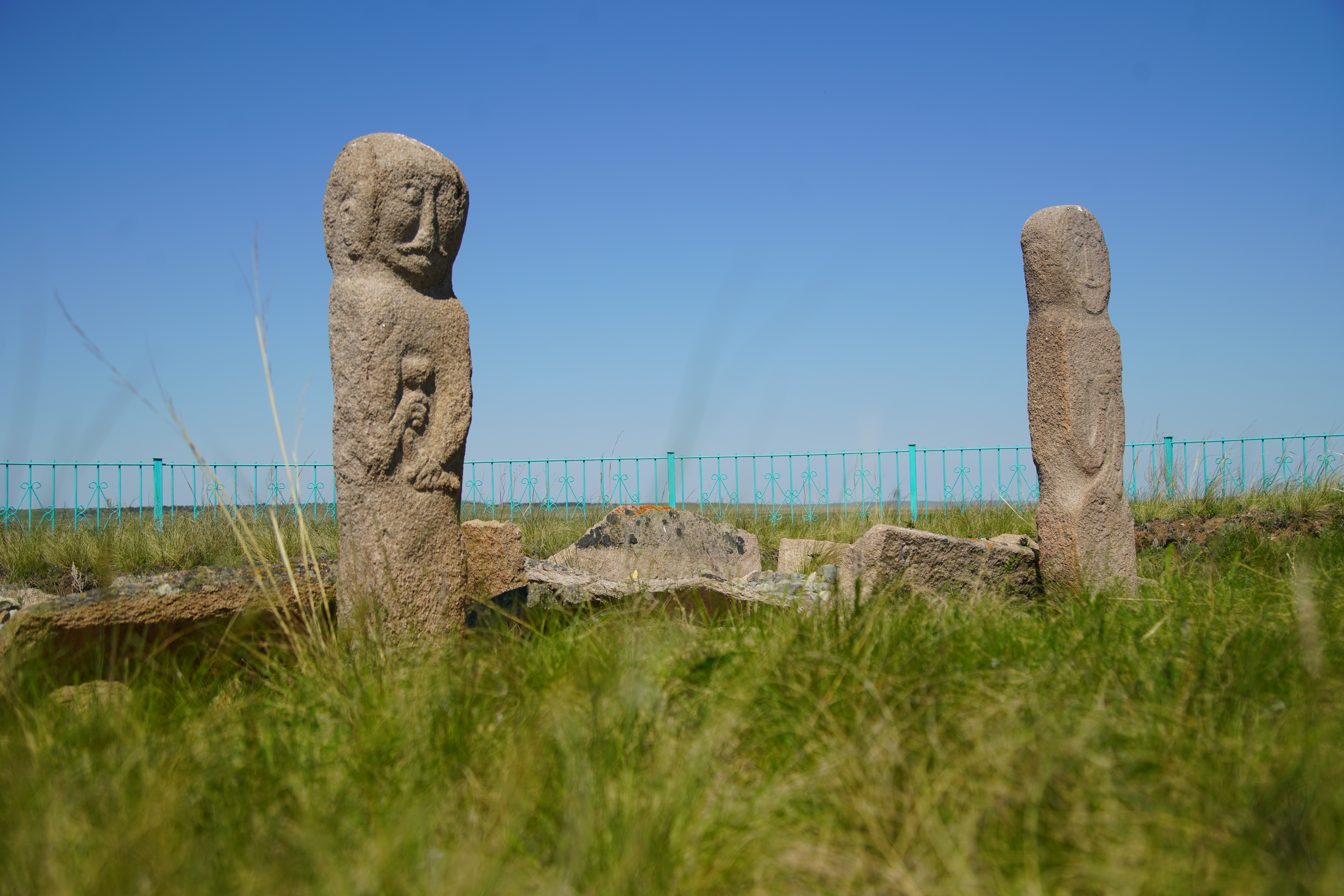
Кос-Батир

Понад 450 високостеблових рослин становлять флористичний запас національного парку. Тут зберігається одна п'ята частина важливої ботаніко-географічної флори височин Центрального Казахстану . Серед рослин трапляється вільха, папороть, кістянок, жовтоцвіт весняний, мускат, тюльпан Геснера та понад 30 інших рідкісних видів з обмеженим ареалом поширення .

## Фауна
Фауну парку становлять 45 видів ссавців, що належать до 15 сімейств і окремі 5 груп, що становлять відповідно до 39 % та 71 % числа казахстанських таксонів. У гірських місцевостей парку мешкає група Єрейментауських архарів, що відокремилася від інших популяцій і досягає 200 особин. Водночас проводиться робота з акліматизації популяції маралів, що сягає 100 особин.
До складу орнітофауни парку входять 227 видів птахів (46 % від усієї орнітофауни), із них 117 видів птахів гніздяться. В орнітологічний комплекс входять степові, чагарникові, лісові, лучні та водно-болотні землі. На території національного парку трапляються 13 видів птахів з Червоної книги, що гніздяться, серед яких королівська ковпиця, лебідь-кликун, савка, турпан, степовий орел, журавель, дрохва, хохітва, орябок, сова та інші. Разом із цим трапляються ще 17 видів комах.